# 큐-포흐하머 기호
큐-포흐하머 기호(q-Pochhammer symbol)는 큐-쉬프티드 팩토리얼(q-shifted factorial)로도 불린다.
{\displaystyle (a;{\color {red}{q}})_{n}}

## 정의
{\displaystyle (a;q)_{n}=\prod _{k=0}^{n-1}(1-aq^{k})=(1-aq^{0})(1-aq^{1})(1-aq^{2})\cdots (1-aq^{n-1})}
{\displaystyle (a;q)_{0}=1}
- 무한 데카르트곱

{\displaystyle (a;q)_{\infty }=\prod _{k=0}^{\infty }(1-aq^{k})}
- {\displaystyle \phi (q)=(q;q)_{\infty }=\prod _{k=1}^{\infty }(1-q^{k})}

오일러 피 함수로 알려진 이것은  조합론, 정수론 그리고 모듈러 형식이론에서 중요한 역할을 한다.

## 같이 보기
- 큐-팩토리얼
- 큐-폴리감마 함수
- 큐-아날로그